# Siphonostegia
Siphonostegia es un género  de plantas fanerógamas perteneciente a la familia Orobanchaceae, antes incluida en Scrophulariaceae.  Comprende 4 especies descritas y de estas, solo 2 aceptadas.

## Taxonomía
El género fue descrito por George Bentham y publicado en Edwards's Botanical Register 203. 1835.    La especie tipo es: Siphonostegia chinensis Benth.	

## Especies aceptadas
A continuación se brinda un listado de las especies del género Siphonostegia  aceptadas hasta mayo de 2014, ordenadas alfabéticamente. Para cada una se indica el nombre binomial seguido del autor, abreviado según las convenciones y usos: 
- Siphonostegia chinensis Benth.
- Siphonostegia laeta S. Moore